# Ivan Krasko
Ivan Krasko, geboren Ján Botto (* 12. Juli 1876 in Lukovištia, Österreich-Ungarn, heute Slowakei; † 3. März 1958 in Bratislava, Tschechoslowakei) war ein slowakischer Dichter und Schriftsteller, dessen Werk mehrheitlich der literarischen Moderne zuzuordnen ist.

## Leben
Krasko wuchs in einer Bauern-Familie und studierte 1887–92 an einem ungarischen Gymnasium im nahen Großsteffelsdorf, dann 1892–94 an einem deutschen Gymnasium im siebenbürgischen Hermannstadt und legte seine Matura 1896 an einem rumänischen Gymnasium in Kronstadt ab. 1900 begann er am Prager Polytechnikum Chemieingenieurwesen zu studieren und erhielt 1905 den Titel eines Ingenieurs. Dort begann er auch unter dem Einfluss der französischen Symbolisten und tschechoslowakischer Bewegung namens Hlasisti erste Werke zu verfassen. Nach dem Abschluss war er Ingenieur in einem Zuckerwerk in Klobuky, 1912 dann Leiter eines Chemiewerks in Slaný. Während des Ersten Weltkriegs war er Oberleutnant eines Honvéd-Regiments. Nach der Entstehung der Tschechoslowakei im Jahre 1918 war er ein Beamter im Staatendienst und war ein Stellvertretender für ein Ministerium, dann ein Abgeordneter und Senator, bevor er wurde 1938 pensioniert. 1943 zog er in die Stadt Piešťany, davor lebte er in Bratislava.
Er starb am 3. März 1958 in Bratislava und ist im Geburtsort Lukovištia begraben.

## Werk
Sein Werk erschien unter folgenden Pseudonymen: Ivan Krasko, Janko Cigáň und Bohdana J. Potokinová. Der Name Krasko weist auf das Nachbarort von Lukovištia, Kraskovo hin.
Übersetzungen seiner Gedichte sind bisher in deutschen, englischen, polnischen, russischen, tschechischen, ukrainischen, ungarischen und weiteren Sprachen erschienen.
1946 wurde Krasko zum Nationalen Künstler ernannt.
Poesie
- 1909 – Nox et solitudo (Nacht und Alleinsein), Gedichtsammlung
- 1912 – Verše (Versen), Gedichtsammlung
- 1966 – Súborné dielo Ivana Krasku 1 (Sammelwerk von Ivan Krasko 1)
- 1993 – Súborné dielo Ivana Krasku 2 (Sammelwerk von Ivan Krasko 2)

Prosa
- 1907 – Naši (Unsere)
- 1908 – Sentimentálne príhody 1, 2 (Sentimentale Vorfälle, Teil 1 und 2)
- 1911 – List mŕtvemu (Ein Brief an den Toten)

## Würdigung
Nach dem ursprünglichen Namen erhielt die in den 1920er Jahren gegründete Gemeinde Bottovo seinen Namen, dort steht seit 1962 ein Denkmal an Ivan Krasko.
2010 wurde der Asteroid (33129) Ivankrasko nach ihm benannt.